# ريويكي كأوزاوا
ريويكي كأوزاوا (باليابانية: 小澤 竜己) (مواليد 6 فبراير 1988)، هو لاعب كرة قدم ياباني سابق كان يلعب كمهاجم.

## وصلات خارجية
- ريويكي كأوزاوا على موقع رابطة كرة القدم اليابانية للمحترفين (اليابانية)
- ريويكي كأوزاوا على موقع قاعدة بيانات كرة القدم.إي يو (الإنجليزية)
- ريويكي كأوزاوا على موقع Soccerway.com (الإنجليزية)
- ريويكي كأوزاوا على موقع عالم كرة القدم.نت (الإنجليزية)